# Lipje, Grabštanj
Lipje (nemško Lind) je naselje v Občini Grabštanj v Okraju Celovec-dežela na Koroškem v Avstriji.